# Andrew Whittington
Andrew Whittington (* 11. August 1993 in Melbourne, Victoria) ist ein ehemaliger australischer Tennisspieler und heutiger -trainer.

## Karriere
Sein Debüt auf der ATP World Tour gab Whittington dank einer Wildcard im Herrendoppel der Australian Open 2012 an der Seite von Luke Saville. Sie unterlagen in der Auftaktrunde ihren Landsmännern Colin Ebelthite und Marinko Matosevic in zwei Sätzen. 2014 erhielt er erneut eine Wildcard für die Doppelkonkurrenz, die er dieses Mal mit Alex Bolt bestritt. Zusammen erreichten sie das Viertelfinale, nachdem sie unter anderem in der zweiten Runde die amtierenden Weltmeister, das an Position drei gesetzte spanische Doppel David Marrero und Fernando Verdasco, in drei Sätzen besiegten. Im Viertelfinale unterlagen sie in zwei Sätzen Daniel Nestor und Nenad Zimonjić. In der Weltrangliste rückte Andrew Whittington nach diesem Erfolg auf Rang 119 vor. 2017 erreichte er mit Marc Polmans das Halbfinale der Australian Open. In der Weltrangliste erreichte er daraufhin mit Rang 86 am 30. Januar 2017 erstmals eine Platzierung in den Top 100, die er Anfang 2018 auf sein Karrierehoch von Rang 74 verbesserte.
2019 beendete er seine aktive Karriere und wurde Tennistrainer.

## Erfolge
| Legende (Anzahl der Siege)  |
| Grand Slam                  |
| ATP World Tour Finals       |
| ATP World Tour Masters 1000 |
| ATP World Tour 500          |
| ATP World Tour 250          |
| ATP Challenger Tour (4)     |

### Doppel

#### Turniersiege
| Nr. | Datum             | Turnier  | Belag         | Partner       | Finalgegner                        | Ergebnis         |
| --- | ----------------- | -------- | ------------- | ------------- | ---------------------------------- | ---------------- |
| 1.  | 2. Mai 2014       | Anning   | Sand          | Alex Bolt     | Daniel Cox Gong Maoxin             | 6:4, 6:3         |
| 2.  | 8. November 2015  | Canberra | Hartplatz     | Alex Bolt     | Brydan Klein Dane Propoggia        | 7:62, 6:3        |
| 3.  | 18. November 2017 | Toyota   | Hartplatz (i) | Max Purcell   | Ruben Gonzales Christopher Rungkat | 6:3, 2:6, [10:8] |
| 4.  | 15. April 2018    | Taipeh   | Teppich (i)   | Matthew Ebden | Prajnesh Gunneswaran Saketh Myneni | 6:4, 5:7, [10:6] |